# Chiesa di Santa Maria di Luzzara
La chiesa di Santa Maria di Luzzara è un luogo di culto cristiano di piccole dimensioni che sorge nel territorio di Gozzano, parrocchia dalla quale dipende. La chiesetta è ubicata a nord del centro abitato, a lato della strada provinciale 46, che percorre la sponda occidentale del lago d'Orta, nonché al confine con il territorio di San Maurizio d'Opaglio.

## Storia
Non ci sono notizie precise né sull'epoca di costruzione della chiesa né sulle sue vicende più antiche. Il toponimo della località Luzzara, ricordata per la prima volta come Luciaria in un documento del 1114, deriva probabilmente dal latino lucus cioè 'bosco' per via della posizione in cui è ubicata. Una prospezione archeologica condotta negli anni '80 ha negato l'ipotesi, avanzata in passato, che la chiesa fosse il frutto di una ricostruzione in forme quattrocentesche di una precedente chiesa romanica; riscontrando invece traccia di una costruzione eseguita in blocco durante il XV secolo, e successivamente restaurata in epoche recenti.
Di essa non compare traccia nella documentazione scritta di epoca medievale e neppure negli atti delle visite pastorali dei vescovi Speciano e Bascapè; viene invece descritta nella visita del cardinale Taverna del 1616, in forme molto simili alle attuali. La descrizione migliore e più completa risale al 23 gennaio 1618 e fu eseguita dal notaio Giulio Cesare Manino di Gozzano, a seguito della visita pastorale effettuata dal Taverna nel 1616: "L’Inventario de tutti li beni mobili, stabili, et per sé moventi, frutti, rendite, raggioni et azioni di qual si voglia sorte della Chiesa di Santa Maria detta delle Capelle posta nel territorio di Gozzano dove si dice in Luzera".
La chiesa ha subito un importante intervento di restauro tra gli anni 1983 e 1984 che consentito il rafforzamento delle parti murarie e il migliore drenaggio delle acque dal tetto: tutto questo ha consentito di garantire la conservazione di tutti i cicli di affreschi, interni ed esterni alla chiesa, che rischiavano di andare perduti.

## Struttura architettonica
Cicli pittorici affrescati in facciata e sulle pareti interne della chiesa
- Affreschi esterni
  - Facciata
    - Lato sinistro: S. Cristoforo; trittico raffigurante S. Giulio, S. Antonio abate e S. Rocco; Pietà.
    - Lunetta: Annunciazione.
    - Lato destro: trittico con la Madonna con Bambino tra i santi Antonio e Rocco; Beata Panacea e S. Chiara; S. Francesco, S. Maria Maddalena e una giovane in ginocchio col capo insanguinato (quest'ultimo potrebbe rappresentare un ex-voto; taluni identificano la giovane con la beata Panacea da Quarona).
- Affreschi interni
  - Arco trionfale: Crocifissione.
  - Absidi
    - Abside centrale: La decorazione affrescata originale è andata perduta; nella nicchia erano conservati una statua lignea della Madonna col bambino e il paliotto raffigurante la Natività della Vergine tra le figure dei santi Pietro e Paolo (XVIII secolo), trafugati nel 1969.
    - Abside laterale sinistra: Trionfo e Assunzione di Maria, tra angeli e i santi Apostoli.
    - Abside laterale destra: Madonna con Bambino, circondata dai Dottori della Chiesa (san Gregorio, san Girolamo, sant’Ambrogio e sant’Agostino) (XIX secolo).

  - Parete meridionale: Nascita di Gesù; Sposalizio mistico di S. Caterina; "Madonna tra la beata Panacea e una santa martire, probabilmente santa Lucia", nella parte propinqua all'arco trionfale sono presenti altri frammenti di figure di lettura incerta.
  - Parete settentrionale: Madonna con Bambino; S. Paolo (datato 1516).

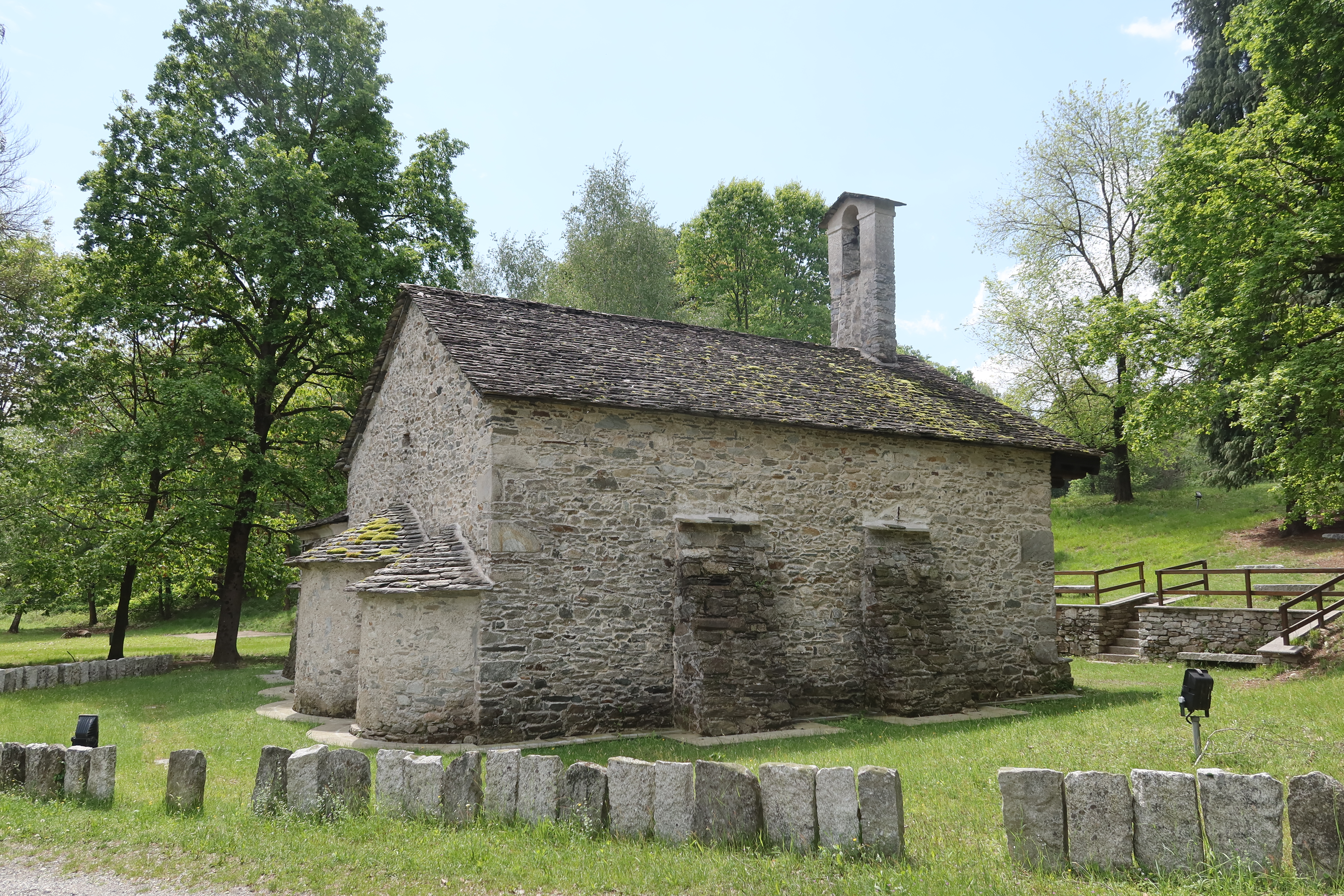
Vista da nord-est, con il dettaglio delle tre absidi concatenate

L'edificio è a navata unica orientata, terminante a est in tre absidi concatenate di cui quella centrale leggermente più grossa delle laterali ma tutte egualmente ricoperte con piode come il tetto e prive di qualunque elemento decorativo se non un toro che ne contorna i bordi superiori. Su tutte si apre una monofora centinata a doppia strombatura, rivolta a est. L'interno doveva tuttavia essere originariamente illuminato da una finestra a croce posta sopra l'abside centrale, occlusa in data imprecisata.
La facciata, rivolta verso ovest, è a capanna. Il portale principale di accesso, la cui lastra di pietra alla base fu sostituita nel 1883, è affiancato da due finestrine rettangolari, aperte nel 1663 come indicato sopra quella di sinistra con una scritta effettuata sulla malta fresca con un chiodo, ed è sormontato da una finestra a oculo a doppia strombatura; il tetto fortemente aggettante sulla facciata ha una copertura in piode; alla sommità del colmo, verso la facciata, presenta un piccolo campanile a vela. La sola campana presente non è l'originale, dedicata a sant’Anna e sant’Eurosia, ma una che vi fu sostituita dopo il suo furto, avvenuto nel settembre 1973. Al di sotto delle due finestra furono posti due lunghi sedili in pietra di modesta fattura.
Sul fianco meridionale, dove è aperto anche un secondo ingresso e una piccola finestra a feritoia, è addossato un piccolo locale con funzioni di sagrestia, da cui si eleva un piccolo camino costruito allo scopo di riscaldare i locali, ma non in funzione. Su questo fianco si possono notare due grossi contrafforti inclinati che sono corrispondenti a quelli presenti sul lato nord, il quale tuttavia è completamente cieco, privo di qualunque apertura. Unica singolarità di quest'ultimo lato è il reimpiego di qualche pietra lavorata osservabile nella costruzione.
L'interno, scandito in tre campate da due arconi ogivali impostati su bassi semipilastri, presenta nell'area del presbiterio il pavimento originale in cocciopesto, collocato a un livello assai più basso rispetto al piano di calpestio esterno alla chiesa. Nel gennaio 1983 furono trafugate l'acquasantiera in serizzo (prima metà del secolo XVII) posta alla base dell'affresco vicino alla porta laterale, e quella di marmo bianco sostenuta da una colonnina, forse ancora più antica, posizionata presso l’ingresso principale.
Sulle pareti interne e sulla facciata si conserva un importante ciclo di affreschi risalente al XVI secolo.

## Affreschi
La chiesa ospita due importanti cicli di affreschi risalenti al XV-XVI secolo, ospitati sulla facciata esterna e sulle pareti interne. Gli affreschi interni furono eseguiti a più mani nel corso del tempo e spesso si trovano strati sovrapposti di essi, come accade nel caso di quelli ospitati nelle absidi, dove si possono trovare ben tre strati di intonaco sovrapposti. I dipinti più pregevoli sono tuttavia quelli risalenti al secolo XV. Di particolare importanza l'imponente crocifissione dipinta sull'arco trionfale attribuita a Francesco Cagnola, figlio di Tommaso, mentre di scuola cagnolesca sono i dipinti sulla facciata esterna; ad Angelo Canta, attivo a Gozzano nel 1550, sono attribuiti invece alcuni affreschi sulla parete meridionale interna.